# 妙見 (青森市)
妙見（みょうけん）は青森市の地名である。郵便番号は030-0121。

## 地理
青森市東部の中央南寄りに位置する。北東は大字筒井、東から南は大字野尻、西は問屋町、北西は第二問屋町・大字浜田に接する。
　国道103号沿いは商店等が立ち並ぶが、それ以外は事業所が点在する住宅地である。

### 河川
- 堤川 - 北部はこの川に面している。この部分は「荒川」と呼ばれることが多い。横内川（後掲）との合流点も地内にある。
- 横内川 - 北部の一部はこの川に面している。

## 歴史
地名の由来は、当地と国道103号をはさんで向かい合う問屋町にある大星神社の旧称「妙見堂」に由来するものと考えられる。

### 沿革
- 1984年（昭和59年）11月1日 - 青森市の妙見・桜川地区住居表示整備事業により、住所が変更された。

### 町名の変遷
| 実施後     | 実施年月日    | 実施前                           |
| ---------- | ------------- | -------------------------------- |
| 妙見一丁目 | 1984年11月1日 | 八ツ役字矢作、野尻字平岡の各一部 |
| 妙見二丁目 | 1984年11月1日 | 野尻字平岡の各一部               |
| 妙見三丁目 | 1984年11月1日 | 野尻字平岡、野尻字今田の各一部   |

## 世帯数と人口
2022年（令和4年）10月1日現在の世帯数と人口は以下の通りである。
| 町丁       | 世帯数  | 人口   |
| ---------- | ------- | ------ |
| 妙見一丁目 | 216世帯 | 394人  |
| 妙見二丁目 | 374世帯 | 723人  |
| 妙見三丁目 | 186世帯 | 366人  |
| 合計       | 774世帯 | 1483人 |

## 小・中学校の学区
市立小・中学校に通う場合、学区は以下の通りとなる。
| 番地 | 小学校             | 中学校             |
| ---- | ------------------ | ------------------ |
| 全域 | 青森市立横内小学校 | 青森市立横内中学校 |

## 交通

### 鉄道
町内に鉄道駅はない。

### バス
- 青森市営バス - 観光通り線各線が通る。

## 主な施設
- 青森モータースクール